# Linklaters
Linklaters è una società multinazionale di studi legali con sede nella Città di Londra e 30 uffici in 20 Paesi tra Europa, Africa, Americhe, Asia-Pacifico e Medio Oriente .
Fa parte del Magic Circle, un gruppo informale di studi legali britannici d'élite, in cui è il secondo più antico (dopo Freshfields Bruckhaus Deringer) ed il terzo per fatturato complessivo (dopo Clifford Chance ed Allen & Overy). È inoltre annoverato tra i pochi studi legali internazionali componenti il gruppo Global Elite.

## Storia
Lo studio venne fondato a Londra nel 1838, quando John Linklater strinse una partnership con il collega Julius Dods. La società, inizialmente nota come Dods & Linklater, sviluppò una practice in diritto societario (che svolse il ruolo di consulente, tra l'altro, nel processo di creazione del Metropolitan Water Board, riunente le nove compagnie idriche private della capitale britannica). Nel 1920 lo studio, allora noto come Linklater & Co, si fuse con un'altra rinomata società londinese: la Paines Plythe & Huxtable, fondata da un discendente di Thomas Paine.
Per la maggior parte del XX secolo, Linklaters & Paines operò principalmente a livello nazionale, con un numero assai limitato di uffici all'estero. Tuttavia, nel 1998, è stata creata la Linklaters & Alliance che, in collaborazione con alcuni dei principali studi legali europei, ha permesso alla società di espandersi nel Vecchio Continente e, in seguito, in tutto il mondo. Nel 1999, infine, ha assunto la denominazione abbreviata attuale (Linklaters).

## In Italia
Dal 2004, la società opera in Italia attraverso i suoi uffici a Roma, Milano e Lecce, e dal 2007 si avvale dell'apporto di professionisti italiani.